# Oscar Michel
Oscar Michel est un ancien coureur cycliste ivoirien.

## Palmarès
- 1964
  - Tour de Côte d'Ivoire